# Hypnum amphibolum
Hypnum amphibolum là một loài Rêu trong họ Hypnaceae. Loài này được (Spruce ex Mitt.) Hampe mô tả khoa học đầu tiên năm 1879.